# Lenny Abrahamson
Leonard "Lenny" Abrahamson, född 30 november 1966 i Dublin, Irland, är en irländsk filmregissör.
Han nominerades till en Oscar för bästa regi vid Oscarsgalan 2016 för filmen Room.

## Filmografi
- 2004 – Adam & Paul
- 2007 – Garage
- 2012 – What Richard Did
- 2014 – Frank
- 2015 – Room
- 2020 – Normala människor (TV-serie)